# Upper Hutt
Upper Hutt es una ciudad de la Región de Wellington, en el sureste de la Isla Norte de Nueva Zelanda. Es la ciudad con menos población del país, aunque es la tercera con más territorio bajo el poder de su alcaldía, por detrás de Dunedin y Auckland.

## Historia
La población situada actualmente junto al río Hutt era conocida originalmente por los nativos maoríes Orongomai. Los primeros colonos británicos llegaron a la zona en 1840, para asentarse en 1841 y fundar Upper Hutt en 1848.
La urbanización del poblado comenzó en los años 1920 y el continuo crecimiento llevó al asentamiento a volverse ciudad el 2 de mayo de 1966. Desde entonces el transporte con Wellington y otras ciudades adyacentes fue ampliamente mejorado.